# Общество за нова България
Общество за Нова България (с абревиатура: ОНБ) е българска социално-консервативна политическа партия, основана през 2007 г. Неин председател е Маргарит Мицев.

## Ръководство
Ръководство на партията към 20 февруари 2022 г.:
- Маргарит Мицев – председател;
- Калин Крулев – заместник-председател;
- Радослав Стойчев – заместник-председател;
- Ангел Калоянов – заместник-председател;
- Станю Симеонов – главен секретар.

## Участия в избори

### Парламентарни избори

#### ноември 2021 г.
На 29 септември 2021 г. ЦИК регистрира партията за участие на парламентарните избори през ноември 2021 г. Тя участва с бюлетина № 15. При 40,23% избирателна активност и 100% обработени протоколи получава 0,44% подкрепа (или 11 627 гласа).

### Президентски избори

#### 2021 г.
На 29 септември 2021 г. ЦИК регистрира кандидати на партията за участие на президентските избори през ноември 2021 г. Кандидати за президент и вицепрезидент са Жельо Желев и Калин Крулев, те участват с бюлетина № 13. При 40,50% избирателна активност и 100% обработени протоколи те получават 0,23% подкрепа (или 6 154 гласа).